# Mega Man Legends
Mega Man Legends, conhecido no Japão como Rockman DASH (ロックマンDASH, Rokkuman Dasshu), é o primeiro jogo eletrônico da série Mega Man Legends produzido pela Capcom. É o primeiro jogo da franquia Mega Man a ser desenvolvido em ambiente 3D com gráficos poligonais e a implementar características de RPG de ação e aventura. Foi lançado para PlayStation em 1997, Nintendo64 em 2000 com o título de Mega Man 64, para Microsoft Windows em 2001 e para PlayStation Portable em 2005 com lançamento exclusivo no Japão. No título original em japonês, D.A.S.H., significa Digouter's Adventure Story in Halcyon Days. Na mitologia grega, os dias de Halcyon correspondem ao período de sete dias no inverno quando as tempestades nunca ocorrem.
Desde o lançamento original de Mega Man Legends, o jogo recebeu críticas positivas devido ao salto da série de gráficos 2D para 3D. As versões para o Nintendo 64 e Windows, no entanto, receberam comentários negativos por falta de atualizações da versão para PlayStation cujos gráficos foram considerados ultrapassados pelo tempo. Mega Man Legends foi seguido pelo The Misadventures of Tron Bonne e pela sequencia Mega Man Legends 2.

## Jogabilidade
A jogabilidade de Mega Man Legends é diferente das outras séries do herói. É o primeiro jogo da franquia a ser desenvolvido num mundo totalmente 3D. Na época do lançamento de Mega Man Legends não existiam controles DualShock para PlayStation, sendo necessário controlar a personagem por meio dos botões L1 e R1 do controle para que efetuasse um giro para a direita ou esquerda, um aspecto frustrante para alguns jogadores.

Esquema do bairro Downtown, área residencial da ilha em que ocorre um dos combates

Uma das características marcantes do jogo, no entanto, são os elementos "RPG de ação" semelhante ao The Legend of Zelda: Ocarina of Time. Mega Man ao explorar a cidade e as ruínas subterrâneas, acumula Zennys, moeda circulante ou objetos diferentes que permitem que ele compre peças de armas - que são desenvolvidas pela sua irmã Roll- ou complementos para o seu Mega Buster. Desta forma, o jogador pode usar dois tipos de armas diferentes: uma acoplada ao braço esquerdo, que variam desde canhões a metralhadoras e a do braço direito, o Mega Buster, arma padrão que pode ser modificada pelo jogador em cinco itens (alcance, velocidade, energia, especial e ataque). Além das armas, Mega Man pode usar vestimentas adicionais que reduzem os danos causados pelos inimigos, estes incluem a armadura e o capacete. A vida de Mega Man pode ser aumentada ou recarregada nas lojas da cidade com a compra de pacotes; através da obtenção de esferas vermelhas liberadas pelos adversários derrotados, ou ainda, pelo macaco mecatrônico Data que participa das missões. Mega Man também tem um "escudo de vida" (Life Shield) que reduz os danos causados pelos inimigos durante as batalhas.
Outra característica do jogo são múltiplas missões simultâneas, que incluem tanto ajudar os moradores da ilha, como no caso de uma menina que precisa de um novo aparelho no Hospital de Katellox, quanto combater ações terroristas dos piratas Bonnes.
A história do jogo se passa numa ilha chamada Kattelox habitada por uma civilização. A cidade de Kattelox é populosa e seus moradores participam ativamente do enredo do jogo dando informações sobre o avanço da família de piratas Bonnes, ou simplesmente reagindo às mudanças e tensões da ilha ou contando fatos de sua vida cotidiana. Muitos lugares podem ser visitados pelo herói, no entanto para andar nos bairros é necessário ter o "ID Card" que é conseguido a medida que o jogo evolui. Em alguns momentos sua irmã Roll pode levá-lo a diferentes lugares da ilha através do "Support Car", um carro usado nas missões para transportar armas e equipamentos.
Os combates com seus arqui-inimigos poderosos, os Bonnes ocorrem em diversos cenários, que incluem  as áreas residenciais de Kattelox, o céu e o mar. Quando na cidade, dependendo do desempenho do jogador, os combates podem trazer resultados desastrosos, já que os edifícios e casas podem tornar-se ruínas. O jogo também contém diversas cut scenes, animações que revelam por meio de histórias o enredo do jogo a medida que o mesmo avança.

## Enredo
Num futuro distante, os seres humanos convivem com homens e máquinas inteligentes; o planeta Terra encontra-se coberto quase inteiramente por água e as pessoas vivem em pequenas ilhas distantes umas das outras. Para satisfazer a demanda crescente de energia das máquinas, a mesma é adquirida por meio da tecnologia dos Quantum Refractors (refratores) mantidos em ruínas submersas da antiga civilização que habitou o planeta. Estas ruínas são habitadas por Reaverbots, robôs misteriosos que guardam os refratores. Os exploradores de ruínas são chamados escavadores (em inglês, Diggers) e procuram por estes cristais com o objetivo de manter as cidades alimentadas por energia e para chegar às ruínas, eles lançam mão de veículos voadores gigantes.
O protagonista é Mega Man Volnutt, um escavador, que com a ajuda de sua irmã Roll Casket e seu avô adotivo, Barrel Casket, um prestigiado geólogo e aventureiro estão a procura de refratores, além destes são acompanhados por um ativo macaco mecatrônico, Data. A família Casket, como são conhecidos viajam numa nave chamada Flutter. A saírem de uma exploração bem-sucedida - em que o jogador aprende as funções básicas de exploração e batalha - a nave da família Casket, o Flutter começa a cair devido a problemas no motor e eles são forçados a aterrizar na ilha mais próxima, Kattelox habitada por uma civilização. Com o impacto, a nave perde a capacidade de voar e Mega Man se prontifica consertá-la.
Quase ao mesmo tempo em que ocorre o acidente em Kattelox, um grupo de piratas aéreos, os Bonnes invade a ilha. Os Bonnes são liderados por Teisel Bonne; que é acompanhado pela sua genial irmã Tron Bonne, por seu irmão robótico Bon Bonne e mais dezenas de Servbots, robôs semelhantes aos Legoman criados por Tron para ajudar nas missões de sequestro e roubo a tesouros.
Estes piratas ao chegarem à ilha veem-se ameaçados pela presença de Mega Man e na tentativa de se livrarem do menino-azul, começam a efetuar diversos ataques à cidade e aos seus moradores. Ao mesmo tempo que Mega Man tenta consertar sua nave, ele se vê impelido de ajudar os moradores contra os ataques dos piratas Bonnes. Mega Man, com a ajuda do departamento de polícia, descobre que eles estão atrás de um grande tesouro escondido em Kattelox, predito por uma lenda antiga, que também narra catástrofes que destruíram totalmente as civilizações anteriores da ilha várias vezes. Neste contexto, ambos passam a procurar pelo mesmo tesouro e, nesta corrida, descobrem os mistérios por trás da lenda.

## Desenvolvimento e lançamento

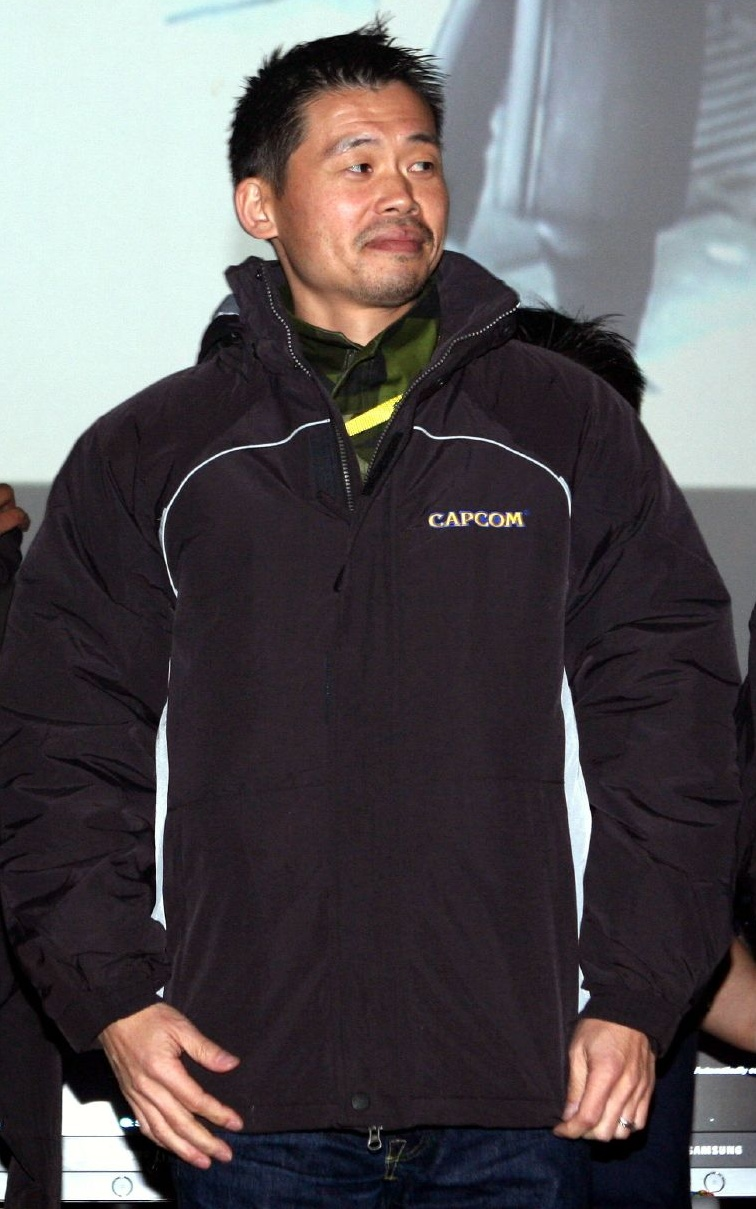
Diretor chefe de desenvolvimento do jogo, Keiji Inafune

O desenvolvedor Keiji Inafune afirmou que sua proposta era criar um novo Mega Man que fosse totalmente diferente dos anteriores. Pretendendo que o jogo divertisse jogadores de todas idades, Inafune decidiu adicionar elementos de RPG de ação e aventura. Ele também queria adicionar mais animação ao jogo e permitir que os atores fizessem várias participações no enredo, as chamadas cutscenes. No entanto, ainda quando estava desenvolvendo a série Inafune ainda tinha dúvidas se Mega Man Legends seria um jogo que divertiria. A demo do jogo foi inicialmente adicionada na versão japonesa de Resident Evil. Nesta demo, a série tinha o título "Rockman Neo" (ロックマン NEO). O jogo foi lançado no Japão em 18 de dezembro de 1997, enquanto que o relançamento com o título "PlayStation the Best" foi publicado em Maio de 1999. A trilha sonora foi composta por Makoto Tomozawa que propôs adicionar vários temas às músicas. O músico encontrou muitos desafios ao produzir a trilha sonora para o jogo com Toshio Kijno sendo que jamais havia trabalhado com a franquia Mega Man ou com Kawakami Tomoyuki nas animações das cutscenes. A música-tema de abertura para a versão japonesa foi "Another Sun" e a de encerramento foi "Anata no Kaze ga Fuku kara" (あなたの風が吹くから; lit. "For Your Winds Shall Blow"), ambos produzidos por Reika Morishita. Em 21 de fevereiro de 1998, Capcom lançou um CD do jogo chamado Rockman Dash Original Soundtrack (「ロックマンDASH」 オリジナル・サウンドトラック) que contém no total quarenta músicas incluindo as de abertura e de encerramento. Tomozawa ressaltou ainda que o CD ainda carece de outras músicas do jogo, haja vista o grande número de sons que foram produzidos.
Em dezembro de 1997, o presidente da Capcom dos Estados Unidos, Bill Gardner, disse à IGN que Mega Man Legends poderia ser convertido para Nintendo 64. Embora ainda neste tempo o título do jogo ainda fosse Mega Man Neo, Gardner afirmou que o nome ainda não era definitivo. Em janeiro de 1998 o jogo foi intitulado "Mega Man Nova" como consenso geral. O jogo foi lançado no exterior como Mega Man Legends em março de 1998. Em abril de 1998, a adaptação americana do jogo foi finalizada, porém a Capcom decidiu atrasar o seu lançamento até setembro do mesmo ano acreditando que se encaixaria melhor no período de férias. A versão americana removeu a opção do jogo original em que Mega Man protege Tron do ataque do cão Paprika chutando-o, enquanto na versão japonesa, Mega Man pode tanto chutar ou acalmar e distrair o cão. Outras mudanças na versão americana incluem a mudança do nome das personagens, por exemplo, o protagonista Mega Man Volnutt no jogo americano é chamado de Rock Volnutt na versão japonesa. A versão para PC do jogo foi anunciada pela Capcom no Tokyo Game Show em abril de 2000 juntamente com os jogos Dino Crisis e Resident Evil 3: Nemesis. A versão para PlayStation Portable de Mega Man Legends foi lançada no Japão em 4 de agosto de 2005. e foi relançado em 21 de dezembro de 2006 e em 29 de Janeiro de 2009, com este último incluindo também versão portável para PSP deMega Man Legends 2. Embora o lançamento da versão portável norte-americana tenha sido planejada, a mesma foi cancelada.

## Personagens

Símbolo da famíia de piratas aéreos.

### Família Casket
A família Casket é composta por quatro integrantes e aventureiros que viajam na nave denominda Flutter. São eles: Mega Man Volnutt, Professor Barrel Casket, Roll Casket e o macaco Data. Mega Man Volnutt (ロック・ヴォルナット, Rock Volnutt) é protagonista e herói do jogo. Sua origem é incerta, pois Mega Man foi encontrado ainda quando bebê numa das ruínas exploradas pelo Dr. Barrel. O professor Barrel Casket é um prestigiado geólogo e escavador. Após a queda da nave em Kattelox, Barrel vai com a polícia preencher alguns formulários de imigração na prefeitura da cidade. Já Roll Casket, é a irmã de Mega Man, e atua como mecânica e piloto mas também auxilia nas suas missões através do contato por meio rádiofonico.

O último integrante corresponde ao Data, um macaco mecatrônico que participa das missões com Mega Man. Data é responsável em recarregar a vida, assim como reparar as armas do heroi.

### Família Bonne
A família Bonne é um grupo de piratas aéreos envolvidos em roubos de tesouros e outras riquezas. Teisel Bonne é o líder da gangue de piratas aéreos. Usa sua inteligência para planejar roubos a tesouros e capturar refratores em ruínas abandonadas. Teisel escolhe Kattelox por seu tesouro lendário que estaria escondido nas profundidades das ruinas da ilha. Tron Bonne, por sua vez é irmã de Teisel. É ela participa da maioria das missões e é responsável em construir os Servbots, robôs com forma de Lego que executam diversas funções na nave da família, o Gesellschaft. Bon Bonne é membro da família mais novo e seu imenso tamanho esconde a sua mentalidade de criança. Além destes integrantes existem ao todo quarenta Servbots (コブン, Kobun) robôs criados por Tron Bonne, sendo que cada um, apresenta comportamento único. Sempre estão envolvidos nos ataques à ilha planejados por Tron. São também os responsáveis por atos ilegais como roubos e ataques com bomba à cidade.

## Recepção
Desde o seu lançamento, Mega Man Legends tem recebido críticas positivas apesar das versões para Nintendo 64 e PC não tenham sido bem recebidas devido a falta de atualizações gráficas e erros durante o diálogo das personagens. O pulo da versão 2D para a versão em 3D com características de RPG de ação foi bem recebida pela análise crítica. O enredo do jogo foi também bastante elogiado, sendo considerado como "consistente" pelo Game Informer e "cativante" pelo GamePro, o último elogiou também os chefões com um dos melhores de todas as séries.
A versão para Nintendo 64, no entanto, recebeu críticas de Famitsu por ser muito similar a versão para original lançada para PlayStation. IGN comentou que a versão de N64 "foi uma experiência pobre" O site GameSpot considerou ainda que os gráficos estariam ultrapassados, e além de não terem qualquer atualização em relação ao jogo inicial, muitas músicas e sons foram perdidos durante a conversão. A versão para PC recebeu mais críticas negativas; e neste caso GameSpot lhe deu nota 3.6 de 10 afirmando que jogadores iriam apreciar mais a versão original para PlayStation. Similarmente à revisão do Famitsu para a versão Nintendo 64, o GameSpot reclamou da falta de melhoras na versão para PC. As conversões para PC das cut-scenes durante o jogo mostram erros em que a fala dos personagens se sobrepõem durante o diálogo.
Game Rankings tinha uma média de 73.73% para a versão original lançada para PlayStation. As versões de PC e Nintendo 64 tinha médias menores com 33.67% e 63.94%, respectivamente. Metacritic apresentava 59 revisões favoráveis de um total de 100 para a versão de Nintendo 64.
Em 2007 na retrospectiva das séries Mega Man, Jeremy Parish da 1UP.com classificou Mega Man Legends como um jogo que vale a pena, com elogios focados no cenário, enredo, nos diálogos em inglês durante as cut-scenes e nas batalhas com os chefões. GamesRadar compartilhou de opiniões similares, enfatizando  que foi uma revisão completa em todos os sentidos." Por outro lado, ScrewAttack colocou Mega Man Legends como quarto colocado no seu artigo intitulado "Top Ten Worst 2D to 3D Games", com críticas focadas no controle do personagem, na câmera, a na voz das personagens principais. O design de Mega Man ficou em terceiro lugar no artigo "The 8 Worst Game Character Makeovers Ever" do site GamePro, neste o autor Patrick Shaw comentou que Mega Man não se mostrava amigável sem o capacete clássico. O artigo do site GamesRadar intitulado "Gaming's most absurdly oversized limbs" caracterizou o jogo como portador de ármas desproporcionais em relação à personagem. Em 2008, no artigo de Wesley Fenlon da   Joystiq listou Mega Man Legends como um forte candidato para ser convertido para Nintendo Wii, neste artigo o autor foca no controle do console. Em dezembro de 1998, representantes da Capcom afirmaram que Mega Man Legends se tornou um jogo muito popular, e devido a isto, resolveu lançar um jogo derivado, o The Misadventures of Tron Bonne.
Em 2011, no artigo intitulado "Halcyon Days: Mega Man Legends and the Lost Art of Sincerity", Parish faz diversas críticas positivas em relação ao jogo mostrando que apesar das dificuldades em relação ao controle e dos gráficos ultrapassados, mostra um enredo cativante que emociona os jogadores: "Então Legends pode não ser perfeito, no entanto é cativante. E é isto que transcende gerações de jogadores"